# Ołeksandr Jarowenko
Ołeksandr Jewhenijowycz Jarowenko, ukr. Олександр Євгенійович Яровенко (ur. 19 grudnia 1987 w Ałmaty, Kazachska SRR) – ukraiński piłkarz, grający na pozycji pomocnika lub napastnika.

## Kariera piłkarska

### Kariera klubowa
Wychowanek Szkoły Sportowej w Dniepropetrowsku oraz klubu Szachtar Donieck, barwy których bronił w juniorskich mistrzostwach Ukrainy (DJuFL). Pierwszy trener Anatolij Ziuź. 28 sierpnia 2004 rozpoczął karierę piłkarską w trzeciej drużynie Szachtara Donieck. Potem występował w drugiej drużynie donieckiego klubu. Latem 2004 został piłkarzem Krywbasu Krzywy Róg. Nie rozegrał żadnego meczu w podstawowym składzie Krywbasu i po pół roku przeszedł do kazachskiego Jesil-Bogatyr Petropawł, którym kierował jego ojciec Jewhen Jarowenko. W kwietniu 2009 zasilił skład Stali Dnieprodzierżyńsk. Po zakończeniu sezonu 2008/09 przeniósł się do klubu Dnipro-75 Dniepropetrowsk. W styczniu 2010 został piłkarzem Heliosu Charków. W lipcu 2010 dołączył do Tytanu Armiańsk. Od stycznia 2012 ponownie pracował pod kierownictwem swojego ojca, który prowadził Naftowyk-Ukrnafta Ochtyrka. 22 czerwca 2014 podpisał kontrakt z kazachskim FK Taraz, w którym również pracował jego ojciec. Po zwolnieniu ojca w styczniu 2016 również opuścił kazachski klub.